# Mary Rickett
Mary Ellen Rickett (4 de março de 1861 – 20 de março de 1925) foi uma matemática britânica, que trabalhou por muitos anos na equipe do Newnham College da Universidade de Cambridge.
Depois de ser educada em uma escola particular, Rickett obteve um diploma de bacharel do Bedford College (Londres), parte da Universidade de Londres, em 1881, e foi a primeira mulher a ganhar a medalha de ouro da Universidade de Londres.
Estudou no Newnham College a partir de 1882, e fez o Classical Tripos em 1884 e os Mathematical Tripos em 1885 e 1886. No Mathematical Tripos seu escore foi o mais próximo 24º Wrangler (e antes do 25º Wrangler), fazendo dela a primeira Wrangler de Newnhan. Em 1893 foi eleita uma das trinta primeiras associadas do College.
Tornou-se lecturer de matemática no Newnham College em 1886, associada do college em 1893, vice-diretora do Old Hall em 1889, e vice-diretora permanente em 1895. Em Newnham treinou Phillippa Fawcett para se tornar a primeira mulher a obter a maior pontuação no Mathematical Tripos, em 1890. Rickett aposentou-se em 1908.